# الترية
الترية عبارة عن قرية تعد ضاحية من ضواحي مدينة بنغازي في ليبيا، تقع القرية بتجاه الجنوب الغرب من مدينة بنغازي وتبعد عن مركزها حوالى 25 كيلومتر جنوب غرب. تعتبر قرية الترية بمثابة القرية السياحية أو المنتجع، إذ أن معظم أهلها يملكون منازلاً في مدينة بنغازي، ويقصدون القرية بغرض قضاء إجازتهم الأسبوعية في القرية.